# Saiga-boreal
A Saiga-boreal (Saiga borealis) é uma espécie extinta de saiga, que se difere da atual por pequenas diferenças na angularidade e tamanho do crânio. Viveu no norte da Eurásia durante o Pleistoceno, nas chamadas Estepes de Mamutes.